# Tempestade tropical Cristobal (2008)
A tempestade tropical Cristobal foi o terceiro ciclone tropical dotado de nome da temporada de furacões no Atlântico de 2008. Cristobal formou-se em 19 de Julho de um cavado de baixa pressão ao largo da costa do sudeste dos Estados Unidos. Num ambiente marginalmente favorável, o sistema intensificou para uma tempestade tropical mínima mais tarde naquele dia. A tempestade permaneceu ao largo da costa leste dos Estados Unidos e atingiu o seu pico de intensidade como uma forte tempestade tropical em 21 de Julho enquanto passava a leste do Cabo Hatteras. A tempestade começou a acelerar para nordeste paralelamente à costa leste dos Estados Unidos e tornou-se extratropical em 23 de Julho perto de Nova Escócia.
Devido Cristobal ter sido uma tempestade fraca e nunca ter feito um landfall, os efeitos da tempestade foram na maior parte limitados a chuvas moderadas. A tempestade provocou 87 mm de chuva em Wilmington, Carolina do Norte, onde algumas enchentes localizadas foram relatadas. Além disso, os remanescentes extratropicais de Cristobal causaram também chuvas moderadas a fortes em Nova Escócia, Canadá, onde algumas ruas e estacionamentos subterrâneos foram inundados.

## História meteorológica

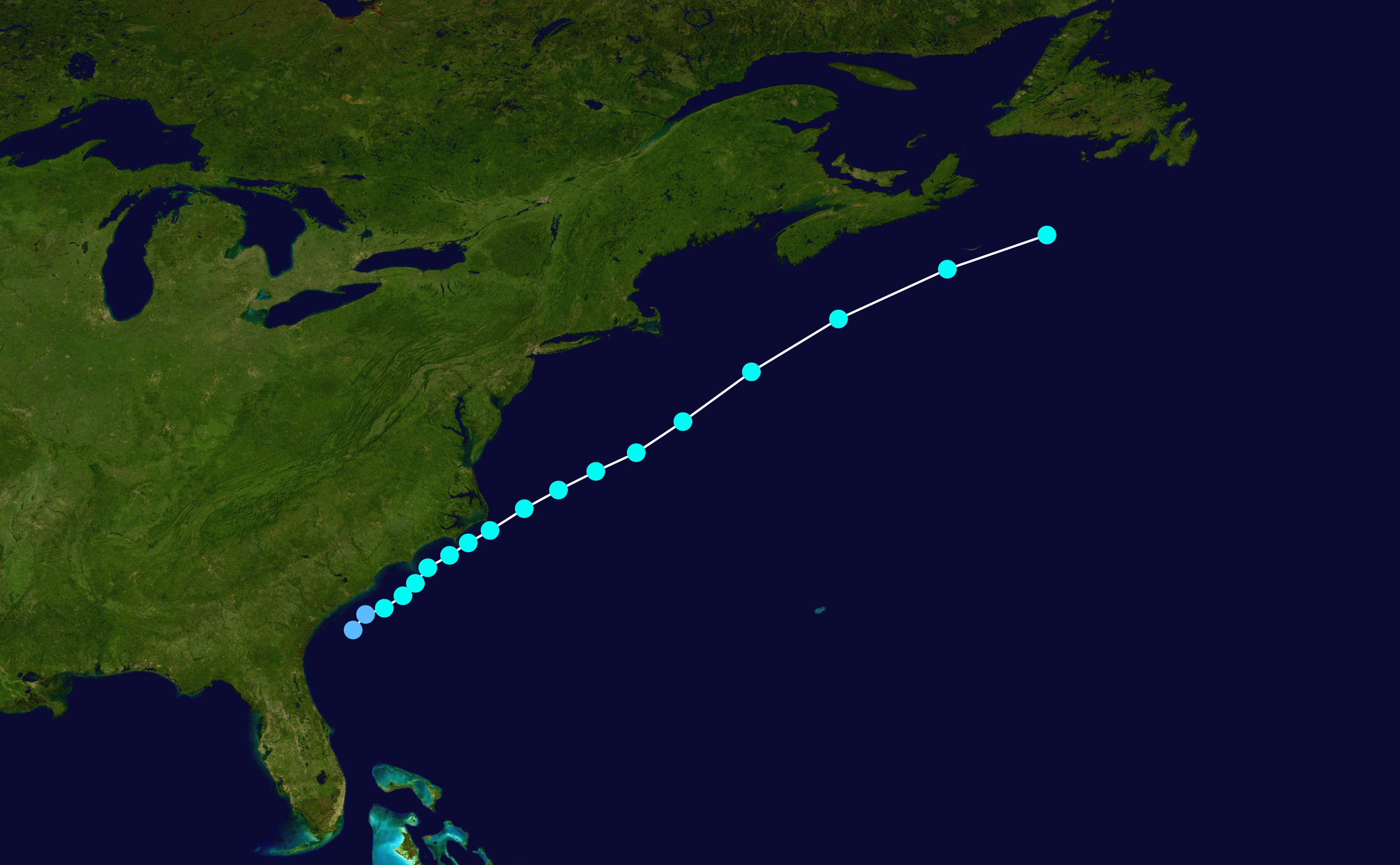
O caminho de Cristobal

Em 15 de Julho, um cavado de baixa pressão ficou estacionária e se dissipou sobre a Flórida e a porção leste do golfo do México. Uma fraca área de baixa pressão formou-se em 15 de Julho perto de Tallahassee, Flórida, em associação ao cavado,. que seguiu para sudeste, seguindo para o golfo do México. No final da noite (UTC) de 16 de Julho, o sistema começou a seguir diretamente sobre a Flórida, adentrando o estado perto da cidade de Tampa. Com isso, a organização do sistema foi impedida devido à interação com terra. No entanto, no final da noite (UTC) de 17 de Julho, a convecção atmosférica aumentou em associação à área de baixa pressão, e o sistema rapidamente ficou mais bem organizado. No final da noite (UTC) de 18 de Julho, o Centro Nacional de Furacões (NHC) observou que o sistema estava se tornando uma depressão tropical, sendo que as suas áreas de convecção associadas ficaram mais concentradas em volta de uma circulação ciclônica; às 03:00 (UTC) de 19 de Julho, o NHC finalmente classificou o sistema como a depressão tropical Três-L, sendo que o centro da depressão localizava-se a cerca de 105 km a sudeste de Charleston, Carolina do Sul.

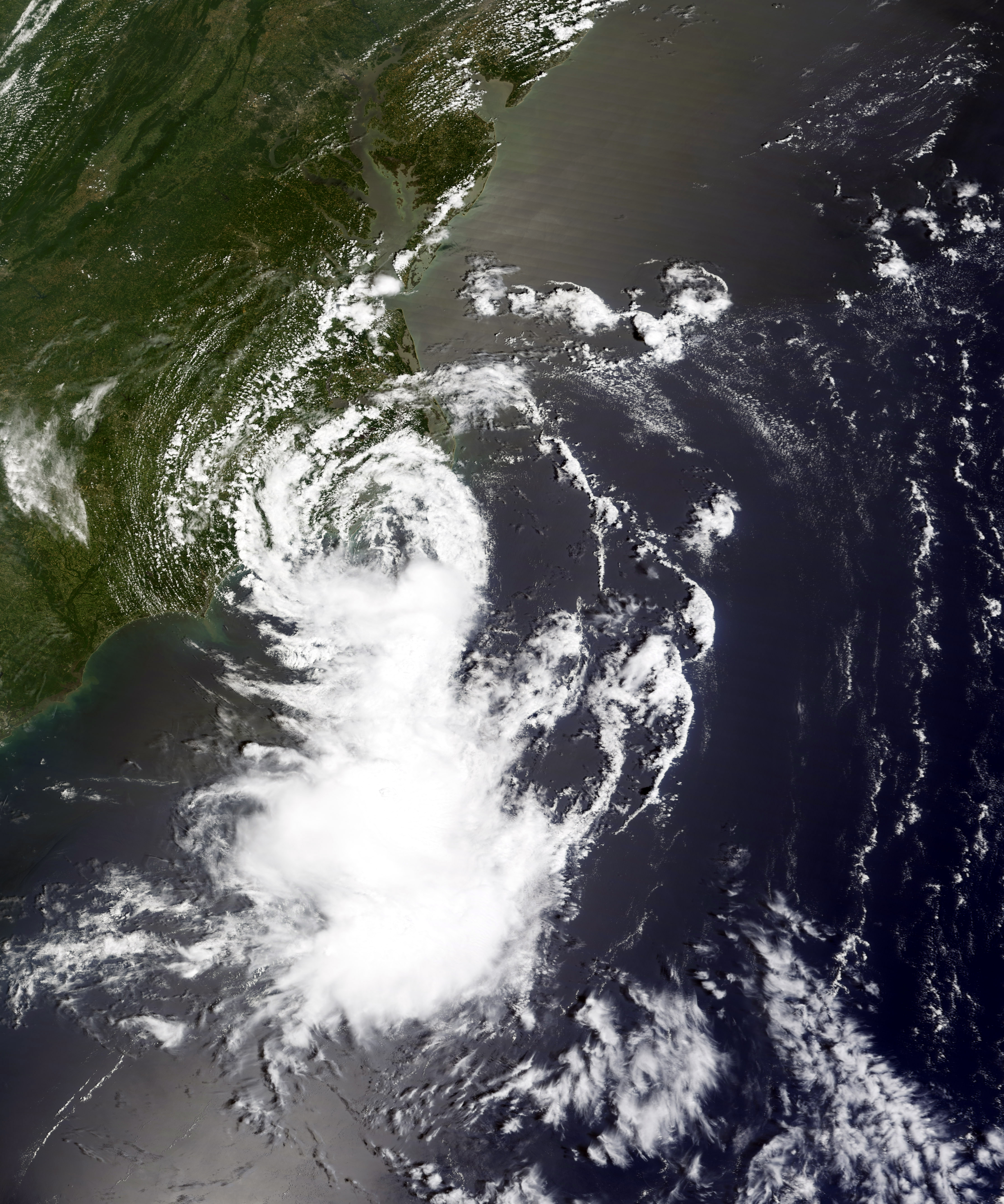
A tempestade tropical Cristobal próxima ao Cabo Hatteras

Localizada entre uma crista de alta pressão ao seu sudeste e outra ao seu noroeste, a depressão seguiu lentamente para nordeste, e com um ambiente de altos níveis marginalmente favorável, o sistema intensificou-se para uma tempestade tropical mínima durante o começo da tarde (UTC) de 19 de Julho. Inicialmente apresentando organização razoável com poucas áreas de convecção profunda associadas, ar seco nas camadas médias e altas da troposfera preveniram uma intensificação imediata. No entanto, no final da noite (UTC) de 20 de Julho, a atividade de tempestades cresceu. Cristobal permaneceu como uma razoavelmente fraca tempestade tropical assim que seguia adjacente à costa das Carolinas, embora a tempestade nunca tenha feito um landfall. Cristobal atingiu seu pico de intensidade como uma forte tempestade tropical em 21 de Julho enquanto passava a leste do Cabo Hatteras e permaneceu como tal sobre as águas quentes da corrente do Golfo assim que as áreas de convecção ficaram mais fortes sobre a porção meridional da circulação ciclônica. Começando a seguir sobre águas frias, a tempestade começou a seguir mais rapidamente para nordeste e leste-nordeste em 21 e 22 de Julho. Na tarde de 22 de Julho, Cristobal começou a se enfraquecer sobre as águas frias ao sul de Nova Escócia, Canadá, assim que começou a perder as suas características tropicais. Durante aquela noite (UTC), imagens de satélite indicaram que o centro ciclônico de médios níveis tinha ficado separado do centro ciclônico de baixos níveis. O padrão de nuvens ficou desorganizado e em 23 de Julho, Cristobal tinha completado sua transição extratropical. Com isso, o Centro Nacional de Furacões Emitiu seu aviso final sobre o sistema às 09:00 (UTC) de 23 de Julho sendo absorvido por um sistema extratropical maior ainda naquele dia.

## Preparativos e impactos

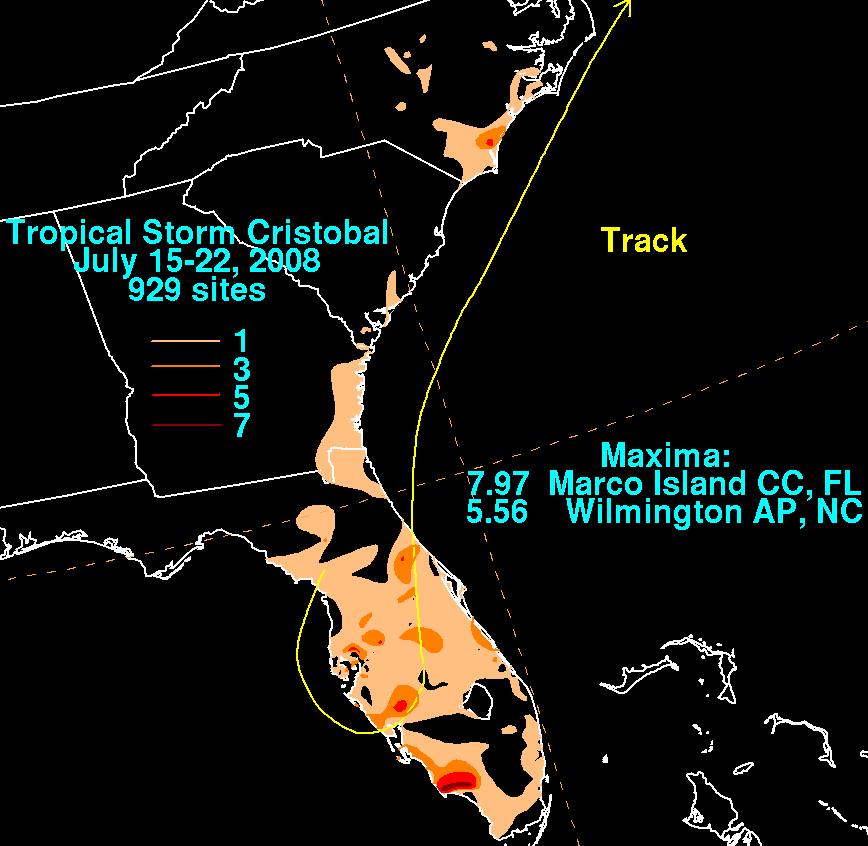
Mapa mostrando a queda de chuvas associada à tempestade tropical Cristobal

Antes de se tornar uma depressão tropical, a área de baixa pressão precursora produziu chuvas leves a moderadas sobre a Flórida. em Lake Wales, um total de 152 mm foi relatado, a maior parte dentro de um período de duas horas; sistemas de drenagem não foram capazes de escoar a água da repentina chuva forte, o que causou algumas enchentes isoladas em algumas ruas da cidade. A precipitação não causou sérios problemas e aliviou as condições anteriores de estiagem prolongada. Como uma tempestade tropical o sistema provocou 87 mm em Wilmington, Carolina do Norte, um recorde para aquele dia. Lá, pequenas enchentes foram relatadas. Devido às principais áreas de tempestade terem permanecido ao largo da costa, os ventos ao longo da costa não chegaram a 40 km/h. Nenhum impacto significativo foi relatado.
Embora Cristobal não tenha sido totalmente responsável (uma frente quente na área também produziu chuvas significativas), fortes chuvas e enchentes localizadas foram relatadas em partes do Canadá atlântico). 224 mm de chuva foram relatados em Baccaro Point, no extremo sul da Nova Escócia, e 145 mm de chuva foi relatado em Sambro, perto de Halifax. Enchentes em estacionamentos subterrâneos e em algumas ruas foram relatadas na área do Cabo Sable, e enchentes também foram relatadas perto de Ketch Harbour e em Portugal Cove. Um marinheiro de Connecticut foi resgatado à cerca de 250 km a sudeste de Halifax por um helicóptero canadense quando seu barco virou em águas tempestuosas provocadas por Cristobal.